# NGC 2954
NGC 2954 is een elliptisch sterrenstelsel in het sterrenbeeld Leeuw. Het hemelobject werd op 18 maart 1836 ontdekt door de Britse astronoom John Herschel.

## Synoniemen
- UGC 5155
- MCG 3-25-19
- ZWG 92.26
- KARA 358
- PGC 27600